# Горевка (приток Вятки)
Горевка — река в России, протекает в Белохолуницком районе Кировской области. Устье реки находится в 959 км по левому берегу реки Вятки. Длина реки составляет 12 км.
Исток реки в лесу в 6 км к югу от посёлка Дубровка. Река течёт на север по заболоченному лесному массиву. Впадает в боковую старицу Вятки у посёлка Дубровка.

## Данные водного реестра
По данным государственного водного реестра России относится к Камскому бассейновому округу, водохозяйственный участок реки — Вятка от истока до города Киров, без реки Чепца, речной подбассейн реки — Вятка. Речной бассейн реки — Кама.
Код объекта в государственном водном реестре — 10010300212111100030580.